# Nion Tucker
Nion Tucker   (Suisun City, 21 d'agost de 1885 - San Francisco, 22 d'abril de 1950) va ser un pilot de bobsleigh estatunidenc que va competir durant la dècada de 1920.
El 1928 va prendre part en els Jocs Olímpics de Sankt Moritz, on guanyà la medalla d'or en la prova de bobs a 5 formant equip amb Billy Fiske, Clifford Gray, Geoffrey Mason i Richard Parke.